# Сакмарский район
Сакмарский район — административно-территориальная единица (район) и муниципальное образование (муниципальный район) в Оренбургской области России.
Административный центр — село Сакмара.

## География
Сакмарский район расположен в центральной части Оренбургской области. Граничит с Оренбургским, Переволоцким, Октябрьским, Тюльганским и Саракташским районами области. Площадь 2048 км².
По территории района протекают реки Салмыш, Сакмара и её левый приток Юшатырь.

## История
Район образован в 1935 году. 3 апреля 1959 года к нему был присоединён Екатериновский район. В начале 1960-х годах упразднялся, в 1965 году был восстановлен.
15 августа 1740 года на территории нынешнего района жестоко подавлено восстание башкир: 122 участника казнены. 17 сентября того же года в Сакмарском городке казнены ещё 170 человек, у 301 башкира были отрезаны уши и носы. Жёны и дети казнённых были насильно крещены и отданы в крепостную неволю офицерам и солдатам.

## Население
| 2002    | 2003    | 2004    | 2009    | 2010    | 2012    | 2013    | 2014    | 2015    |
| ------- | ------- | ------- | ------- | ------- | ------- | ------- | ------- | ------- |
| 28 569  | ↗28 700 | ↗28 900 | ↗30 412 | ↘29 179 | ↘29 129 | ↗29 270 | ↗29 334 | ↘28 972 |
| 2016    | 2017    | 2018    | 2019    | 2020    | 2021    |         |         |         |
| ↘28 750 | ↘28 642 | ↘28 430 | ↘28 062 | ↘27 961 | ↗29 406 |         |         |         |

## Территориальное устройство
Сакмарский район как административно-территориальная единица области включает 14 сельсоветов и 1 поссовет. В рамках организации местного самоуправления, Сакмарский муниципальный район включает соответственно 15 муниципальных образований со статусом сельских поселений (сельсоветов/поссоветов):
| №  | Муниципальное образование     | Административный центр   | Количество населённых пунктов | Население (чел.) | Площадь (км²) |
| -- | ----------------------------- | ------------------------ | ----------------------------- | ---------------- | ------------- |
| 1  | Архиповский сельсовет         | село Архиповка           | 3                             | ↗792             | 106,08        |
| 2  | Беловский сельсовет           | село Беловка             | 4                             | ↗1812            | 156,12        |
| 3  | Белоусовский сельсовет        | село Белоусовка          | 2                             | ↘714             | 256,71        |
| 4  | Верхнечебеньковский сельсовет | село Верхние Чебеньки    | 5                             | ↗1374            | 142,77        |
| 5  | Дмитриевский сельсовет        | посёлок Жилгородок       | 2                             | ↘1254            | 11,73         |
| 6  | Егорьевский сельсовет         | село Егорьевка           | 5                             | ↘802             | 146,47        |
| 7  | Каменский сельсовет           | село Каменка             | 2                             | ↘418             | 88,45         |
| 8  | Краснокоммунарский поссовет   | посёлок Красный Коммунар | 2                             | ↗4224            | 15,37         |
| 9  | Марьевский сельсовет          | село Марьевка            | 3                             | →849             | 113,81        |
| 10 | Никольский сельсовет          | село Никольское          | 2                             | ↘1441            | 105,93        |
| 11 | Сакмарский сельсовет          | село Сакмара             | 2                             | ↗5613            | 104,02        |
| 12 | Светлый сельсовет             | посёлок Светлый          | 7                             | ↘2999            | 273,60        |
| 13 | Татаро-Каргалинский сельсовет | село Татарская Каргала   | 2                             | ↗5168            | 227,58        |
| 14 | Тимашевский сельсовет         | село Тимашево            | 1                             | ↘470             | 112,64        |
| 15 | Украинский сельсовет          | село Первая Григорьевка  | 5                             | ↘1467            | 186,43        |

### Населённые пункты
В Сакмарском районе 47 населённых пунктов.
| №  | Населённый пункт   | Тип     | Население | Муниципальное образование     |
| -- | ------------------ | ------- | --------- | ----------------------------- |
| 1  | 202 км             | разъезд | 37        | Дмитриевский сельсовет        |
| 2  | Андреевка          | село    | 0         | Белоусовский сельсовет        |
| 3  | Архиповка          | село    | 609       | Архиповский сельсовет         |
| 4  | Беловка            | село    | 1282      | Беловский сельсовет           |
| 5  | Белоусовка         | село    | 892       | Белоусовский сельсовет        |
| 6  | Верхние Чебеньки   | село    | 870       | Верхнечебеньковский сельсовет |
| 7  | Вознесенка         | село    | 17        | Егорьевский сельсовет         |
| 8  | Вторая Григорьевка | село    | 168       | Украинский сельсовет          |
| 9  | Гребени            | село    | 217       | Беловский сельсовет           |
| 10 | Дворики            | село    | 161       | Беловский сельсовет           |
| 11 | Дмитриевка         | село    | 396       | Верхнечебеньковский сельсовет |
| 12 | Донское            | село    | 135       | Архиповский сельсовет         |
| 13 | Егорьевка          | село    | 460       | Егорьевский сельсовет         |
| 14 | Ерёминка           | село    | 195       | Беловский сельсовет           |
| 15 | Жданово            | село    | 160       | Марьевский сельсовет          |
| 16 | Жилгородок         | посёлок | 1666      | Дмитриевский сельсовет        |
| 17 | Известковое        | село    | ↗92       | Краснокоммунарский поссовет   |
| 18 | Искра              | село    | 257       | Егорьевский сельсовет         |
| 19 | Каменка            | село    | 374       | Каменский сельсовет           |
| 20 | Красный Коммунар   | посёлок | ↘4132     | Краснокоммунарский поссовет   |
| 21 | Майорское          | село    | ↗195      | Татаро-Каргалинский сельсовет |
| 22 | Марьевка           | село    | 58        | Каменский сельсовет           |
| 23 | Марьевка           | село    | 665       | Марьевский сельсовет          |
| 24 | Михайловка         | село    | 64        | Егорьевский сельсовет         |
| 25 | Нижние Чебеньки    | село    | 133       | Верхнечебеньковский сельсовет |
| 26 | Никольское         | село    | 1600      | Никольский сельсовет          |
| 27 | Новопавлоград      | село    | 0         | Украинский сельсовет          |
| 28 | Орловка            | село    | 448       | Светлый сельсовет             |
| 29 | Первая Григорьевка | село    | 760       | Украинский сельсовет          |
| 30 | Первенец           | посёлок | 74        | Светлый сельсовет             |
| 31 | Петропавловка      | село    | 127       | Никольский сельсовет          |
| 32 | Раздольское        | село    | 19        | Верхнечебеньковский сельсовет |
| 33 | Роза Люксембург    | село    | 28        | Светлый сельсовет             |
| 34 | Рыбхоз             | село    | ↘20       | Сакмарский сельсовет          |
| 35 | Сакмара            | село    | ↗5593     | Сакмарский сельсовет          |
| 36 | Санково            | село    | 17        | Архиповский сельсовет         |
| 37 | Светлый            | посёлок | 2171      | Светлый сельсовет             |
| 38 | Северный           | посёлок | 120       | Светлый сельсовет             |
| 39 | Сергеевка          | село    | 3         | Украинский сельсовет          |
| 40 | Соколовское        | село    | 65        | Светлый сельсовет             |
| 41 | Степные Огни       | село    | 123       | Верхнечебеньковский сельсовет |
| 42 | Татарская Каргала  | село    | ↗4973     | Татаро-Каргалинский сельсовет |
| 43 | Тимашево           | село    | ↘470      | Тимашевский сельсовет         |
| 44 | Украинка           | село    | 599       | Украинский сельсовет          |
| 45 | Херсонский         | посёлок | 37        | Егорьевский сельсовет         |
| 46 | Чапаевское         | село    | 421       | Светлый сельсовет             |
| 47 | Янгиз              | село    | 36        | Марьевский сельсовет          |

Упразднённые населённые пункты
- 1996 год — село Новодмитриевка[25].

- 1997 год — село Красный Восток[26].

## Экономика
Экономика района имеет сельскохозяйственную направленность, промышленную продукцию, в основном, производят малые предприятия и перерабатывающие цеха сельскохозяйственных предприятий.
Растениеводство является основной отраслью. Всего производством сельскохозяйственной продукции занимаются 11 сельскохозяйственных предприятий, 184 крестьянско-фермерских хозяйств, более 10 тыс. личных хозяйств. В коллективных и фермерских хозяйствах выращивается поголовье крупного рогатого скота, свиней, овец.
На железнодорожной станции Сакмарская расположен железнодорожный нефтеналивной комплекс АО «Преображенскнефть» с аккредитованной лабораторией.
АО «Преображенскнефть» — крупное нефтедобывающее предприятие Оренбургской области, принадлежащее казахстанским олигархам. Занимается промышленной добычей нефти на Колганском месторождении, осуществляет полный цикл производства нефти, включая добычу, подготовку и реализацию продукции. Территория лицензионного участка находится в границах Александровского, Октябрьского и Переволоцкого районов Оренбургской области России.